# حزامية مسوقة
حزامية مسوقة (الاسم العلمي: Zostera caulescens) هي نوع من النباتات يتبع جنس الحزامية من الفصيلة الحزامية.